# Газова промисловість

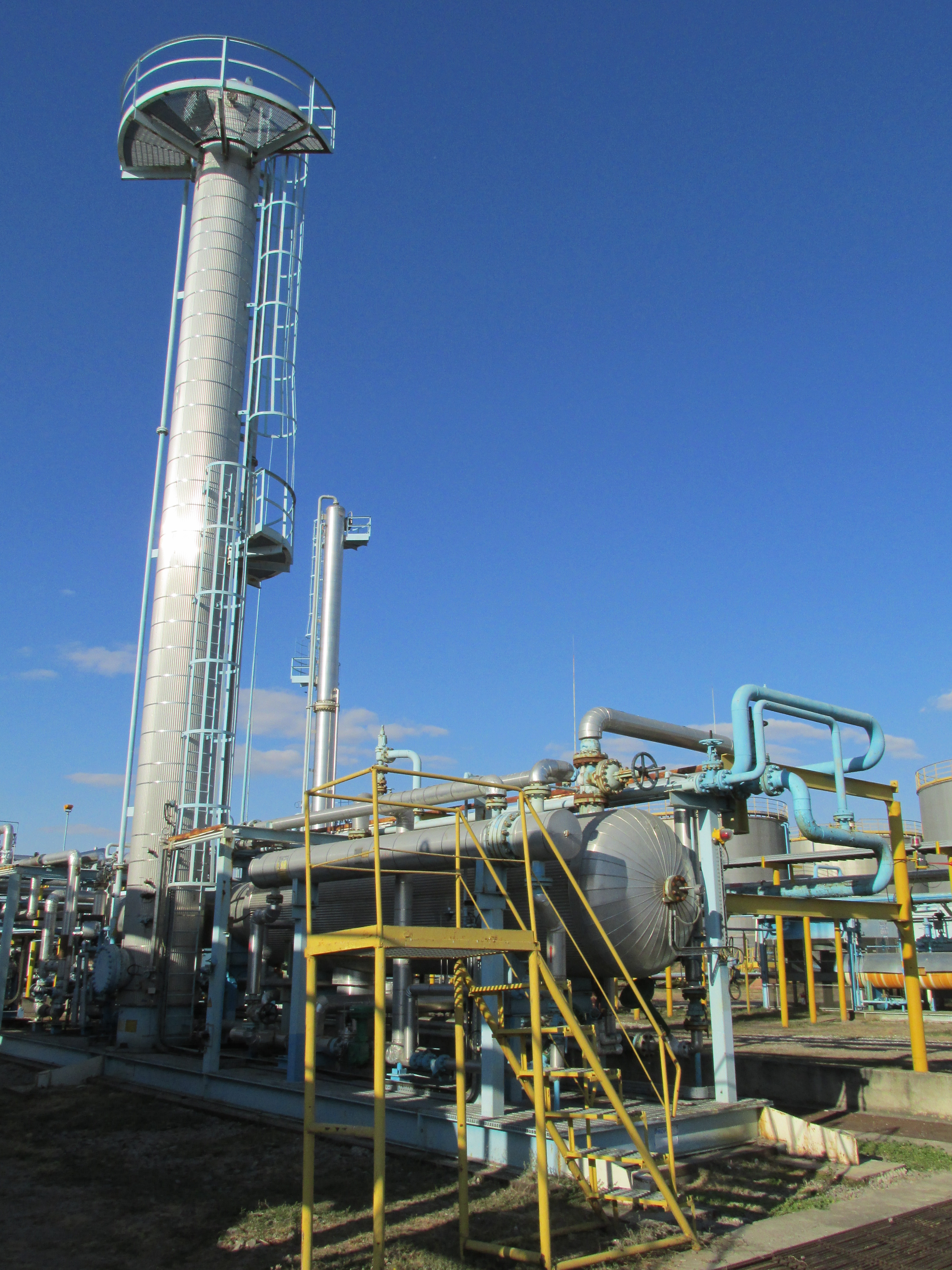
Газовий промисел

Газова промисловість — це галузь паливної промисловості. Основне завдання — видобуток і розвідка природного газу, газопостачання по газопроводам, виробництво штучного газу з вугілля і сланців, переробка газу, використання його в різних галузях промисловості і комунально-побутовому господарстві. Одна з найважливіших завдань підприємств газової галузі — транспортування та облік газу.

## Історія галузі
Зародження газової галузі відносять до XVIII-XIX ст., коли почали отримувати газ з кам'яного вугілля для освітлення міст Франції та Великої Британії. Газогенератори з'явилися в XIX ст.
Комерційний видобуток природного газу та транспортування у США датуються 1859 роком, коли Едвін Дрейк видобував нафту біля Титусвілля, Пенсильванія. Природний газ, що супроводжував видобуток сирої нафти, був небажаним побічним продуктом зусиль з видобутку нафти, який часто просто видалявся або спалювався. Однак незабаром невеликі обсяги природного газу почали надходити до місцевих муніципалітетів, щоб витіснити обсяг виробленого газу, який використовувався в системах раннього розподілу для освітлення та палива.
З середини 1850-х рр. для видобування рідин, таких як природний бензин, із сирої нафти, видобутої з пласта, використовуються різні типи переробних підприємств. Однак протягом багатьох років природний газ не був шуканим паливом. До початку 20 століття більша частина його спалювалася або просто випускалася в атмосферу, головним чином тому, що доступна технологія трубопроводів дозволяла передачу газу лише на дуже короткі відстані.
Перший приклад передачі природного газу датується 1872 роком, коли між Тітусвіллем (Пенсильванія) та Ньютоном (Пенсильванія) був побудований залізний трубопровід (приблизно 5 миль у довжину, 2-дюймова труба), який працював під тиском 80 фунтів на квадратний дюйм. Перший газопровід, що охоплював відстань більше 100 миль, був побудований в 1891 році і з'єднав газові родовища в центральній частині штату Індіана з Чикаго (штат Іллінойс). Після успіху цих операцій експлуатувались трубопроводи більшого діаметра в Пенсільванії, Нью-Йорку, Кентуккі, Західній Вірджинії та Огайо.
Лише на початку 1920-х років, коли були розроблені надійні методи зварювання труб, виникла потреба в переробці природного газу. До 1930-х років існувала попередня мережа газопроводів відносно великих відстаней, а деякі заводи з переробки природного газу були встановлені в основних виробничих районах. Однак депресія 1930-х років і тривалість Другої світової війни уповільнили зростання попиту на природний газ у США та потребу в більшій кількості переробних підприємств.
Після Другої світової війни, особливо в 1950-х роках, розробка пластмас та інших нових виробів, що потребували природного газу та нафти як виробничого компонента, збіглася з вдосконаленням зварювання трубопроводів та технологій виготовлення трубопроводів. Підвищений попит на природний газ як промислову сировину та промислове паливо сприяв зростанню основних транспортних систем природного газу, що, своєю чергою, покращило товарність та доступність природного газу для житлових та комерційних потреб.
Одночасно з розвитком трубопроводів вимога до газових потоків, що не містять забруднень, стала більш жорсткою, а еволюція та встановлення ефективних операцій очищення газу стала необхідністю. Наприклад, багато з цих газопроводів незабаром почали відчувати експлуатаційні проблеми із закупорюванням із суміші вуглеводневих рідин, яку називали крапельним бензином. Ці вуглеводневі рідини створювали особливі проблеми в холодних умовах та перетинах потоків, де переважали нижчі температури. Потік природного газу почали обробляти для видалення краплинного бензину або його часто називають бензином з головкою кожуха, що дало початок сучасній газопереробній промисловості (Speight, 2013, 2014, 2017). Хоча спочатку попиту на бензин було дуже мало, поява автомобіля на початку 1900-х років назавжди змінила цей ландшафт. Незабаром автомобілі будували швидше, ніж можна було встигнути за постачанням природного бензину. У 1915 році кількість транспортних засобів становила близько 2 мільйонів, а протягом наступних 2 років — приблизно вдвічі більше. Попит і ціни на бензин злетіли. Це стимулювало промисловість по переробці газу і нафти.
У міру розвитку ринку природного газу та вдосконалення технологій трубопроводів виробники почали досліджувати неасоційовані родовища газу і разом із супутнім газом почали кондиціонувати видобутий газ та сиру нафту для транспортування. Природний газ містить здебільшого метан та етан, але у переробленому продукті часто містяться вуглеводневі компоненти з більшою молекулярною масою, такі як пропан, похідні бутану та похідні пентану, а також вода, діоксид вуглецю, сірководень, азот, гелій та інші мікроелементи . Кондиціонування, як правило, полягало у видаленні води та будь-яких вільних рідин, частковій або повній дегідратації газового потоку та облагороджуванні газу хімічними речовинами, щоб компенсувати концентрацію вуглекислого газу та сірководню, щоб газ був товарним і придатним для транспортування по трубопроводах.
Розвиток промисловості з переробки природного газу визрівав з епохи простого збору бензину в кожусі (природний бензин). Починаючи з 1920-х і приблизно до 1940 року виробництво природного бензину здійснювалося за допомогою технології ранніх абсорбційних заводів. З розвитком цієї технології в 1940-х роках з'явився новий процес вилучення складових з нижчою молекулярною масою. Зріджений нафтовий газ (LPG або LPG) складається з комбінації похідних бутану та пропану, які видаляються за допомогою більш досконалої технології поглинання нежирної нафти.
Згодом пропан став домінуючим продуктом NGL (рідин природного газу), який до середини 1950-х перевищив виробництво природного бензину. Знову ж таки, технічний прогрес у поєднанні з економікою дозволив подальший прогрес у галузі, яка почала зосереджуватися на виробництві етану наприкінці 1950-х — на початку 1960-х. Виробництво етану продовжувало зростати і перевищило виробництво пропану на початку 1990-х. Цікаво відзначити, що ранні економічні фактори виробництва етану включали контрольовані ціни на природний газ у свердловинах та ціноутворення на основі об'ємних показників. Більша частина ринкового попиту на цю продукцію розвивалася в міру розвитку нафтопереробної та нафтохімічної промисловості.
Комерційні характеристики якості природного газу з часом змінювались і відображали загальновизнану практику експлуатації, стан технології переробки та кон'юнктуру ринку. З вдосконаленням та стандартизацією технології переробки газу на великопродуктивних заводах уздовж основних магістральних ліній, кондиціонування та переробка природного газу призводила до постійно стабільного та функціонального кінцевого продукту. Таким чином, одним із перших кроків у покращенні якості природного газу було вилучення NGL (рідин природного газу).

## Особливості роботи
Специфічною особливістю роботи газової промисловості є нерівномірна за часом витрата газу споживачами: містами, селищами, промисловими центрами, електростанціями.
Найбільша потреба в газі зимою, найменша ‒ влітку. Помітні також добові коливання в споживанні газу: в денні години його витрата значно більша, ніж вночі. Крім того, при ремонтах печей на електростанціях і заводах витрата газу тимчасово зменшується.
Така нерівномірність у споживанні газу може викликати певні неполадки в роботі газових промислів і магістральних газопроводів. Для забезпечення безперебійної роботи промислів і газопровідної мережі перед великими споживачами газу встановлюють буферні сховища. В них газ накопичується у періоди мінімального споживання і витрачається в міру потреби.

## Запаси
Розвідані запаси природного газу,  трлн м³ 
| Країна            | 1997 г. | 1999 р. | 2001 р. |
| ----------------- | ------- | ------- | ------- |
| Росія             | —       | 24,9    | 48      |
| Іран              | 21,0    | 24,6    | 23      |
| Катар             | 5,32    | —       | 14      |
| Саудівська Аравія | 4,62    | 10,5    | 6       |
| ОАЕ               | 5,74    | —       | 6       |
| США               | 7,14    | 5,6     | 5       |
| Алжир             | 4,06    | 3,2     | 5       |
| Венесуела         | 3,64    | 1,3     | 4       |
| Нігерія           | —       | —       | 4       |
| Ірак              | —       | —       | 3       |
| Туркменістан      | —       | 1,7     | 3       |
| Мексика           | —       | 2,2     | —       |
| Австралія         | —       | 0,9     | 3       |
| Нідерланди        | —       | 1,6     | —       |
| Індонезія         | —       | 3,22    | 3       |